# Episodi di Code Lyoko - Evolution
I 26 episodi di Code Lyoko - Evolution sono stati trasmessi sul canale francese France 2 dal 5 gennaio 2013. I primi due episodi furono proiettati in anteprima privatamente il 5 dicembre 2012.
Dal ventesimo episodio la stagione è andata in onda in prima visione assoluta in Ungheria, per poi ricominciare in Francia il 12 dicembre 2013.
In Italia, la serie venne trasmessa su Rai 2 dal 13 agosto 2015.
| N° | Titolo originale francese      | Titolo italiano               | Prima TV originale     | Prima TV Italia   |
| -- | ------------------------------ | ----------------------------- | ---------------------- | ----------------- |
| 1  | XANA 2.0                       | XANA 2.0                      | 5 gennaio 2013         | 13 agosto 2015    |
| 2  | Cortex                         | Cortex                        | 5 gennaio 2013         | 14 agosto 2015    |
| 3  | Spectromania                   | Spettromania                  | 5 gennaio 2013         | 14 agosto 2015    |
| 4  | Mme Einstein                   | Signora Einstein              | 19 gennaio 2013        | 17 agosto 2015    |
| 5  | Rivalité                       | Rivalità                      | 26 gennaio 2013        | 17 agosto 2015    |
| 6  | Soupçons                       | Sospetti                      | 2 febbraio 2013        | 18 agosto 2015    |
| 7  | Compte-à-rebours               | Conto alla rovescia           | 9 febbraio 2013        | 18 agosto 2015    |
| 8  | Virus                          | Virus                         | 16 febbraio 2013       | 19 agosto 2015    |
| 9  | Comment tromper X.A.N.A.       | Come ingannare X.A.N.A.       | 23 febbraio 2013       | 19 agosto 2015    |
| 10 | Le réveil du guerrier          | Il risveglio del guerriero    | 2 marzo 2013           | 20 agosto 2015    |
| 11 | Rendez-vous                    | Appuntamento                  | 9 marzo 2013           | 20 agosto 2015    |
| 12 | Chaos à Kadic                  | Chaos a Kadic                 | 16 marzo 2013          | 21 agosto 2015    |
| 13 | Vendredi 13                    | Venerdì 13                    | 23 marzo 2013          | 21 agosto 2015    |
| 14 | Intrusion                      | Intrusione                    | 30 marzo 2013          | 24 agosto 2015    |
| 15 | Les sans-codes                 | I senza-codici                | 6 aprile 2013          | 24 agosto 2015    |
| 16 | Confusion                      | Confusione                    | 13 aprile 2013         | 25 agosto 2015    |
| 17 | Un avenir professionnel assuré | Una carriera assicurata       | 20 aprile 2013         | 25 agosto 2015    |
| 18 | Obstination                    | Ostinazione                   | 27 aprile 2013         | 26 agosto 2015    |
| 19 | Le piège                       | Trappola                      | 4 maggio 2013 (online) | 26 agosto 2015    |
| 20 | Espionnage                     | Spionaggio                    | 27 luglio 2013         | 27 agosto 2015    |
| 21 | Faux-semblants                 | False sembianze               | 28 luglio 2013         | 27 agosto 2015    |
| 22 | Mutinerie                      | Ammutinamento                 | 29 luglio 2013         | 28 agosto 2015    |
| 23 | Le blues de Jérémie            | Il giorno peggiore di Jeremie | 30 luglio 2013         | 28 agosto 2015    |
| 24 | Paradoxe temporel              | Paradosso temporale           | 31 luglio 2013         | 31 agosto 2015    |
| 25 | Hécatombe                      | Massacro                      | 1º agosto 2013         | 31 agosto 2015    |
| 26 | Ultime mission                 | Ultima missione               | 2 agosto 2013          | 1º settembre 2015 |

## XANA 2.0
- Diretto da: David Carayon
- Scritto da: Sophie Decroisette, Jerome Mouscadet, David Carayon, Hadrien Soulez Lariviere

### Trama
Aelita crede di vedere i segni del ritorno di XANA in alcuni lampi di elettricità a scuola. Jeremy, però, non le crede, così i Guerrieri Lyoko riaccendono il Supercomputer e tornano su Lyoko, dove scoprono che l'amica aveva ragione: XANA, prima di essere distrutto, aveva impiantato dei codici sorgente (contenenti alcuni dei suoi dati) in Aelita, Yumi, Ulrich e Odd, in modo da non scomparire completamente. Con il passare del tempo, questi codici hanno permesso a XANA non solo di sopravvivere, ma anche di rigenerarsi. Ora il virus manda i suoi spettri per recuperarli: quando li avrà tutti, riacquisterà completamente anche il suo potere. XANA inizia con la creazione di uno spettro di Jim, che invia nel mondo reale contro Yumi e Ulrich.

## Cortex
- Scritto da: Sophie Decroisette, Jérôme Mouscadet, David Carayon, Bruno Regeste

### Trama
Jeremy individua un segnale del Mare Digitale e con l'aiuto di Aelita riprogramma la Skidbladnir. Intanto, William scoperto il ritorno di X.A.N.A. cerca di farsi riammettere nei Guerrieri Lyoko, ma nessuno si fida più di lui, tranne Yumi. Durante una missione in cui Odd è assente poiché rimasto chiuso in uno sgabuzzino, i Guerrieri scoprono un altro mondo virtuale, non una Replika di XANA, bensì uno sconosciuto: il Cortex. Yumi e Ulrich vengono devirtualizzati dai mostri, ma non ritornano sulla Terra, così Aelita va nel Cuore del Cortex alla ricerca delle loro firme digitali. Qui viene attaccata da un Krabe, ma William giunge in suo aiuto. Ripristinate le firme digitali dei due amici, Aelita vede un'immagine di suo padre prima di andarsene dal Cuore del Cortex, e William si riguadagna la fiducia dei Guerrieri per averla salvata, ma non viene riammesso ufficialmente.

## Spettromania
- Scritto da: Hadrien Soulez Larivière

### Trama
XANA manda uno spettro polimorfo sulla Terra, che attacca i Guerrieri Lyoko: Aelita diventa cieca, Yumi ha la nausea e Ulrich sente dei suoni. Solo Odd rimane sano. I Guerrieri partono per Lyoko per risolvere il problema, ma una volta a destinazione Aelita e Ulrich vengono devirtualizzati. A sorpresa, però, è Yumi a disattivare la torre. Una seconda torre, tuttavia, viene attivata: Yumi, però, viene devirtualizzata, così è Odd a disattivarla. Questa loro nuova capacità deriva dai codici che XANA ha impiantato dentro di loro. I Guerrieri scoprono inoltre che l'entità virtuale ha riguadagnato il 70% del suo potere.

## Signora Einstein
- Scritto da: Bruno Regeste

### Trama
Jeremy ha messo a punto un nuovo veicolo virtuale, il Megapod, in modo che i Guerrieri Lyoko possano muoversi in sicurezza sull'anello del Cortex. Viene organizzata una missione per raccogliere informazioni su Franz Hopper, padre di Aelita, missione dalla quale William viene escluso. Risentito, il ragazzo si presenta alla fabbrica per protestare, ignaro di essere stato seguito da Laura Gauthier, una nuova studentessa che vuole partecipare al loro "gioco virtuale". La ragazza, però, si accorge subito, appena vede la sala operativa di Jeremy, che non si tratta affatto di un gioco. Intanto, il programma del Megapod va in crash e Yumi rimane intrappolata all'interno del veicolo sospesa sopra il Mare Digitale. Per salvarla, Jeremy chiede aiuto a Laura; al termine della missione, i Guerrieri Lyoko discutono se lasciare la situazione così com'è diventata o tornare indietro nel tempo. Aelita decide di testa propria di lanciare un Ritorno al Passato, e Laura dimentica tutto.

## Rivalità
- Scritto da: Nicolas Robin, Hervé Benedetti

### Trama
Ulrich mostra gelosia nei confronti di William, che sta preparando una ricerca insieme a Yumi, mentre William è ancora arrabbiato di non essere riammesso in squadra. Quest'ultima viene infettata da uno spettro polimorfo con l'aspetto di William e inizia a sentirsi poco bene. Mentre Ulrich tiene occupata la copia, Aelita, Odd e Yumi in missione su Lyoko disattivano la torre facendo scomparire lo spettro. XANA, però, lancia un attacco alle linee telefoniche rendendo necessario un nuovo intervento su Lyoko. Gli unici a non esserci stati nella stessa giornata sono Ulrich e William: il primo, però, si rifiuta di collaborare con il secondo e si virtualizza in rete da solo, ma, quando si trova in difficoltà, William interviene in suo aiuto e, grazie al gioco di squadra, Ulrich disattiva la torre. Per questo William viene reintegrato nella squadra, e Jeremy scopre che X.A.N.A. ha recuperato il 75% della sua potenza.

## Sospetti
- Scritto da: Diane Morel

### Trama
Jeremy riprogramma e potenzia il Megapod per una nuova missione sul Cortex. Yumi non si unisce ai compagni poiché ha deciso di organizzare, per quella sera, una festa in palestra con lo scopo di raccogliere fondi per la tempesta che ha appena colpito il Giappone, sua patria, abbattendo la scuola di sua cugina. Durante i preparativi, però, X.A.N.A. invia tre spettri del suo compagno di classe Rémi ad attaccarla. I Guerrieri Lyoko scoprono che il computer su cui è installato il Cortex è quello appartenuto a Franz Hopper, e sospettano che l'uomo abbia a che fare con la rinascita di  X.A.N.A.

## Conto alla rovescia
- Scritto da: David Sauerwein

### Trama
Odd è felice per il ritorno al Kadic di Samantha, la ragazza che gli piace, ma, quando uno spettro di XANA lo tocca, inizia a straparlare, finendo con l'insultare la ragazza. I suoi compagni si recano nel settore Deserto per disattivare la torre e riportarlo alla normalità, ma vengono tutti devirtualizzati da un muro di Blocks. Odd, così, si reca di persona sul posto, riuscendo a disattivare la torre. XANA, nel frattempo, ha recuperato l'80% della sua potenza, e Jeremy scopre, visionando un filmato recuperato nel Cortex, che Franz Hopper fu tradito da un suo collega, il professor Tyron, e che potrebbe essere quest'ultimo l'artefice della sopravvivenza di X.A.N.A.

## Virus
- Scritto da: Hadrien Soulez Larivière

### Trama
Jeremy programma un virus da immettere nel Cortex per bloccare l'accesso di XANA alla rete, ma fallisce e il gruppo decide di chiedere aiuto a Laura, per poi utilizzare il Ritorno al Passato e cancellarle la memoria. La ragazza, però, comincia ad avere delle visioni di quanto accaduto e, analizzando il codice da lei creato, Jeremy e Aelita si accorgono che l'ha manomesso in modo da ricordare ogni cosa. Laura, infatti, si presenta alla fabbrica, e i Guerrieri Lyoko non possono far altro che accettare, a malincuore, il fatto che il Ritorno al Passato non funzioni più su di lei. Nel frattempo, XANA invia dei nuovi mostri dalla forma di ninja contro Yumi e Ulrich. Laura, intanto viene ammessa nel gruppo, ma per quello che ha fatto la chiameranno solo se strettamente necessario, ma Aelita non si fida della cosa.

## Come ingannare X.A.N.A.
- Scritto da: Bruno Regeste

### Trama
Per fare in modo che XANA resti a bocca asciutta appena cercherà di recuperare i codici sorgente lasciati dentro i Guerrieri Lyoko, Jeremy immette in Ulrich dei codici falsi. Così, quando lo spettro polimorfo, apparso a scuola, tocca Ulrich, viene distrutto senza che sia necessario disattivare la torre.

## Il risveglio del guerriero
- Scritto da: Nicolas Robin, Hervé Benedetti

### Trama
Ulrich diserta la missione sul Cortex per partecipare al torneo scolastico di karate. In rete, i Guerrieri Lyoko si ritrovano a combattere nuovamente contro i mostri ninja, venendo tutti devirtualizzati tranne Yumi. Ulrich, vinto il torneo, arriva alla fabbrica e, da come i ninja si muovono, capisce che sono in realtà avatar di persone viventi e fornisce utili consigli per batterli. In questo modo, Jeremy riesce a recuperare un filmato mostrante il professor Tyron, collega di Hopper nel passato, passare in rassegna un gruppo di uomini vestiti proprio come i ninja affrontati nel Cortex.

## Appuntamento
- Scritto da: Diane Morel

### Trama
Aelita riceve una mail anonima che le dà appuntamento nella cappella se vuole avere notizie dei suoi genitori. Così non si presenta alla fabbrica quando su Lyoko vengono attivate due torri. Mentre Yumi e Ulrich nel Deserto, Odd e William nella Montagna affrontano i mostri di XANA, Jeremy lascia la gestione del Supercomputer a Laura per cercare Aelita. Quest'ultima, nella cappella, ha incontrato sua madre, che si rivela essere uno spettro di XANA quando le torri vengono disattivate.

## Caos in Kadic
- Scritto da: David Sauerwein

### Trama
La Kadic sperimenta un problema al sistema informatico a causa di un attacco di XANA nel Cortex. Il padre di Laura si presenta a scuola per ritirarla, ritenendo che l'istituto, incapace di gestire la propria rete computerizzata, non sia all'altezza delle aspettative, ma la ragazza lo convince a farla restare mostrandogli il Supercomputer e raccontandogli che fa parte dell'attrezzatura all'avanguardia del collegio. Dopo aver disattivato la torre, i Guerrieri Lyoko lanciano un Ritorno al Passato per far dimenticare il Supercomputer al padre di Laura.

## Venerdì 13
- Scritto da: Anne-Sophie Nanki, David Carayon, Eugénie Dard

### Trama
Un attacco di XANA manda in tilt la lotteria, facendo vincere tutti. Dopo aver disattivato la torre, Jeremy si accorge che un virus ha intaccato la Skid allo scopo di distruggerla e manda Odd, l'unico che non sia ancora andato su Lyoko quel giorno, pera sganciare la nave dagli attracchi infetti. Siccome il sistema immunitario è fuori uso, Odd deve evitare di immergersi nel Mare Digitale perché altrimenti lui e la Skid andrebbero distrutti. Quando il vascello inizia a precipitare verso le acque e Jeremy non riesce a devirtualizzare l'amico, decidono di mandare Laura su Lyoko a risolvere la situazione, ma Odd riesce a riprendere il controllo della Skid da solo.

## Intrusione
- Scritto da: Nicolas Robin, Hervé Benedetti

### Trama
Dopo aver ascoltato il tema di francese scritto da Yumi, in cui viene descritto un ragazzo insensibile e insicuro, Ulrich litiga con lei, convinto che si stesse riferendo a lui, e rifiuta di imbarcarsi per il Cortex, dove i Guerrieri Lyoko vogliono installare un programma-spia che localizzi la posizione di Tyron. Durante la missione, Yumi si fa devirtualizzare apposta per andare da Ulrich e fare pace con lui, mentre gli altri combattono contro i ninja. Dopo averli sconfitti ed essere tornati a Cartagine, si accorgono che uno li ha seguiti per attaccare il Cuore di Lyoko. L'intervento di Ulrich salva la situazione, ma nessuno si accorge che il ninja ha lasciato dietro su Lyoko un misterioso dispositivo.

## I senza-codici
- Scritto da: Diane Morel

### Trama
Odd viene colto di sorpresa da uno spettro di XANA che lo priva di tutti i codici, riportando la potenza del virus all'85% e impedendo a Odd di disattivare le torri. Depresso, il ragazzo prepara un bunker in palestra, dove proteggere gli amici che restano sulla Terra durante gli attacchi di XANA. Quando viene attivata una torre, Aelita e Ulrich restano nel bunker, che si rivela inutile poiché lo spettro può attraversare i muri, mentre su Lyoko Yumi e William si imbattono in una copia di quest'ultimo che condiziona il vero William convincendolo ad attaccare Yumi. Mentre lo spettro viene bloccato grazie alle onde elettromagnetiche dell'auto-parlant,e William torna in sé e distrugge il suo clone, permettendo a Yumi di disattivare la torre.

## Confusione
- Scritto da: David Sauerwein, Eugénie Dard

### Trama
Su Lyoko si verificano dei mini-attacchi di X.A.N.A., della durata di pochi secondi. Sospettando che il problema venga dal Cortex, i Guerrieri Lyoko vi si recano, trovando i mostri di X.A.N.A. che combattono contro i ninja di Tyron. Jeremy scopre che X.A.N.A. ha cancellato un aggiornamento installato da Tyron sul Cortex perché gli aveva provocato dei problemi: da qui i mini-attacchi. I Guerrieri Lyoko capiscono così che Tyron non ha idea dell'esistenza di X.A.N.A. e gli mandano una mail, chiedendo un incontro nel nucleo del Cortex per metterlo al corrente. L'uomo, tuttavia, non crede al loro avvertimento e li attacca. Intanto, Laura inizia a svolgere ricerche su Franz Hopper, dopo averlo sentito nominare da Jeremy e Aelita.

## Una carriera assicurata
- Scritto da: Hadrien Soulez Larivière

### Trama
Graven, un reclutatore di un importante centro ricerche europeo si presenta al Kadic per individuare qualche studente meritevole e sottopone Jeremy ad un test di fisica quantistica: l'uomo, in realtà, lavora per Tyron e l'esame è studiato apposta per capire chi tra gli alunni abbia le conoscenze necessarie per gestire il supercomputer. Jeremy lo sente parlare di un localizzatore e manda i compagni a cercarlo nel Cuore di Lyoko, mentre lui raccomanda a Laura, la seconda candidata di Tyron, di non farsi scoprire. I Guerrieri Lyoko trovano il localizzatore, lasciato dal ninja che li ha seguiti sulla Skid ma è dotato di un meccanismo protettivo che si attiva con gli urti, emanando un'onda elettromagnetica che fa saltare il supercomputer. Non potendolo distruggere, lo portano nel Cortex sperando che, trovandosi nel luogo a cui invia i dati, si disattivi. Mentre il loro piano riesce, Laura si fa scoprire da Graven, ma Aelita interviene e con un Ritorno al Passato l'uomo dimentica tutto, ma all'insaputa dei ragazzi, Laura ha tenuto il biglietto da visita dell'istituto datole da Graven.

## Ostinazione
- Scritto da: Bruno Regeste

### Trama
Jeremy termina di programmare un virus che distrugga XANA, pertanto i Guerrieri Lyoko partono per il Cortex, dove vengono attaccati dai ninja. Questi vengono sconfitti, ma Aelita resta di sola. Quando sta per inserire il virus nel computer, tuttavia, la webcam del laboratorio di Tyron si attiva e Aelita vede sua madre. I Guerrieri Lyoko decidono allora di aspettare a distruggere il supercomputer almeno finche X.A.N.A. non recupera il 95% del suo potere per poter scoprire notizie su di lei.

## Trappola
- Scritto da: Nicolas Robin, Hervé Benedetti

### Trama
A Jeremy viene l'idea di intrappolare uno spettro di XANA nello scanner per recuperare un po' di codici all'intelligenza artificiale. Usando Yumi come esca, il piano riesce, ma lo spettro danneggia lo scanner e si virtualizza su Lyoko, dove mette fuori gioco Ulrich e Yumi, lasciando invece stare Odd, che è rimasto senza codici. Mentre, nella realtà, Aelita cerca sua madre e William riattacca i cavi dello scanner, Jeremy inserisce dentro Odd i codici rubati a XANA, così il ragazzo riesce a disattivare la torre e a far sparire lo spettro.

## Spionaggio
- Scritto da: Hadrien Soulez Larivière

### Trama
Jeremy trova un modo per inserirsi nel circuito di telecamere a circuito chiuso del laboratorio di Tyron senza che questi se ne accorga. Una volta installato il programma, Aelita decide di restare per tutta la giornata nascosta nel nucleo del Cortex a tenere d'occhio lo schermo, sperando di veder comparire sua madre. Jeremy crea un doppio digitale che le assomigli per non far notare la sua assenza a scuola, ma il clone, essendo incapace di parlare, deve essere costantemente tenuto d'occhio. Nel Cortex, Aelita riesce ad entrare in contatto con sua madre Anthéa e a comunicarle di essere viva, prima che Tyron si accorga dello stratagemma e la disconnetta.

## False sembianze
- Scritto da: Bruno Regeste

### Trama
Mentre Jeremy e Laura lavorano sul virus per distruggere XANA, questi invia uno spettro polimorfo che assume le sembianze dei Guerrieri Lyoko sia sulla Terra che nella rete, confondendoli su chi siano gli amici e chi i cloni.

## Ammutinamento
- Scritto da: Diane Morel

### Trama
Jeremy e Laura completano il virus contro XANA: la ragazza vorrebbe utilizzarlo subito, ma i Guerrieri Lyoko sono contrari perché prima devono trovare Anthéa. Convinta che esitare sarà solo d'aiuto a XANA, Laura decide di agire di testa propria e, facendo leva sull'insicurezza di William, che a volte si sente ancora escluso dal gruppo, lo persuade ad andare nel Cortex per installare il virus mentre gli altri sono impegnati con la corsa campestre scolastica. Trovandosi da solo, però, il ragazzo viene attaccato dalla Scyphozoa, che lo riporta sotto il controllo di XANA. Accortasi dell'assenza di William, Yumi si reca alla fabbrica e parte per Lyoko per salvarlo, aiutata da Ulrich, Aelita e Jeremy. Insieme riescono a liberarwe William. Tornati nel mondo reale, i Guerrieri Lyoko decidono di cacciare Laura dal gruppo, e Jeremy riprogrammando il Ritorno al Passato, fa dimenticare a Laura tutto quanto.

## Il giorno peggiore di Jeremie
- Scritto da: Eugénie Dard

### Trama
In occasione del compleanno di Aelita, Jeremy si accorge che qualcuno, forse Anthéa, cerca di entrare nella memoria del Supercomputer. Ulrich e Odd prendono la Skid e vanno nel Mare Digitale a controllare l'hub da cui è partito il segnale: in realtà, però, era una trappola di XANA, che li aggancia all'hub con una pinza e, oltre a distruggere la Skid, rende inservibile anche il superscanner per le torri attive. Jeremy si sente in colpa per essersi fatto ingannare, ma è costretto a riprendere in mano la situazione quando XANA sferra un attacco a scuola, inviando uno spettro polimorfo. La torre viene disattivata con successo dopo aver riparato il superscanner, ma XANA recupera altri codici, raggiungendo il 92% della potenza.

## Paradosso temporale
- Scritto da: Nicolas Robin e Hervé Benedetti

### Trama
Tyron attiva una torre sul Cortex per attirare i Guerrieri Lyoko: Ulrich, Aelita e Odd cadono in una trappola e vengono rinchiusi in una sfera indistruttibile nella quale continuano a rivivere la mattina di quel giorno. I tre riescono a telefonare al Jeremy del passato e ad avvisarlo di quanto accaduto, così il ragazzo lascia un messaggio al sé del futuro per metterlo al corrente della situazione. Trovato l'appunto, Jeremy escogita uno stratagemma e, indebolita la potenza del supercomputer del Cortex, riesce a far dissolvere la sfera. Nel frattempo, Laura trova nella sua borsa il biglietto da visita del centro ricerche di Tyron, datole da Graven in "Una Carriera Assicurata" prima che dimenticasse tutto su X.A.N.A., e contatta lo scienziato: durante il colloquio, però, si lascia sfuggire il nome di Jeremy come possibile esperto di fisica quantistica applicata sul campo, e gli rivela le identità degli avatar virtuali degli altri.

## Massacro
- Scritto da: Bruno Regeste

### Trama
Yumi e Aelita sono in missione sul Cortex per tentare di rintracciare Anthéa. Durante la loro assenza, X.A.N.A. attacca e, a causa della lontananza delle due ragazze da Lyoko, lo spettro polimorfo ha abbastanza tempo da privare Odd e Ulrich di tutti i loro codici. Anche Yumi, devirtualizzatasi, viene privata di parte dei suoi codici. Aelita riesce a disattivare la torre prima che anche Yumi li perda tutti, ma XANA ha recuperato il 95% della sua potenza ed è ormai troppo forte: i Guerrieri Lyoko, spronati dalla stessa Aelita, si preparano a lasciar andare Anthéa e a distruggere il Cortex per impedire all'intelligenza artificiale di prosperare nella rete.

## Ultima missione
- Scritto da: Hadrien Soulez-Lariviere

### Trama
I Guerrieri Lyoko partono per il Cortex, dove intendono installare il virus ideato per eliminare X.A.N.A. per sempre, ma vengono devirtualizzati tutti prima che ci riescano. Devono così aspettare dodici ore prima di poter tornare in missione. Quando ormai è arrivato il momento, Tyron arriva al Kadic per portare Aelita in Svizzera: egli, infatti, comunica al preside che la madre della giovane, Anthéa, è viva ed è sua moglie, e presenta le prove necessarie. Lasciati da soli, Tyron minaccia Aelita di non farle rivedere più sua madre se non lo seguirà. La ragazza riesce a scappare e a raggiungere gli amici, ma Tyron ordina alla sua squadra di spegnere il supercomputer: inizia così una corsa contro il tempo per raggiungere la Skid prima che il Cortex collassi completamente su se stesso gettando tutti nel Mare Digitale. I Guerrieri Lyoko riescono a salvarsi e Jeremy li informa di essere riuscito ad installare il virus nel supercomputer di Tyron, così una volta riacceso si attiverà e distruggerà X.A.N.A. Anche i ragazzi decidono di spegnere il loro supercomputer e Lyoko nell'attesa che Tyron lo riapra.